# Buangkok (metrostation)
Buangkok is een metrostation van de metro van Singapore aan de North East Line.